# Deeply Rooted House
Deeply Rooted House est un label indépendant de musique électronique fondé en 2004 par DJ Deep.

## Discographie
- DRH001 - Franck Roger - Feeling With You EP (12", EP)
- DRH002 - Manoo - Satisfy EP (12", EP)
- DRH003 - Kerri Chandler - Back To The Raw (12")
- DRH004 - The Deep - Dom Dom 05 (The Frankie Feliciano Mixes) (12")
- DRH005 - Kerri Chandler - The Dark One, The Moon And The Candle Maker (12")
- DRH006 - DJ Gregory - Head Talking (12")
- DRH007 - Tokyo Black Star - Rainbow / Fantastic Voyage (12")
- DRH008 - Inner Soul - Support Your DJ (12")
- DRH009 - Various - The 4 Colors EP (12", EP)
- DRH010 - Mr K-Alexi - Back To The Future (12")
- DRH011 - Inner Soul -  Pressure EP (12", EP)
- DRH012 - Various - Can't Hold It Back (12")
- DRH013 - Kerri Chandler - Computer Games EP (12", EP)
- DRH014 - Various - Tronic Jams (12")
- DRH015 - Various - Tronic Jams Vol. 2 (12")
- DRH016 - Kerri Chandler - Kong / Pong (12")
- DRHCD001 - Kerri Chandler - Computer Games (2xCD, Album)